# Santa Àgata de Campmany
Santa Àgata de Campmany és una església del municipi de Campmany (Alt Empordà) protegida com a bé cultural d'interès local.

## Descripció
Situada dins del nucli urbà de la població de Campmany, a la banda de tramuntana de l'antic recinte emmurallat, a la plaça del Fort.
Església d'una sola nau amb absis de planta semicircular capçat a llevant i fortificat posteriorment. La nau està coberta per una volta apuntada mentre que l'absis presenta una coberta de forma ametllada, oberta a la nau mitjançant un arc apuntat adovellat. Ambdues voltes arrenquen del mateix nivell, la de la nau damunt una cornisa motllurada. En aquest mateix espai, integrades als murs laterals, hi ha quatre capelles disposades a manera de fornícules i obertes a la nau mitjançant arcs de mig punt adovellats amb les impostes motllurades. A l'extrem nord-est de la zona presbiteral hi ha la sagristia, de planta rectangular. L'edifici està il·luminat mitjançant tres finestres de doble vessant i arcs de mig punt adovellats. Aquestes obertures estan situades al mur meridional de la nau, tot i que actualment es troba tapiada, al frontis del temple i al fons de l'absis, exteriorment amagada per una casa que s'adossà al temple en època moderna. La portalada d'accés a l'interior es troba al mur de migdia, davant la plaça i s'hi accedeix mitjançant unes escales de pedra. Està formada per tres arcs de mig punt en gradació amb les impostes destacades, llinda plana i timpà semicircular amb vitrall. Els batents de la porta de fusta són decorats amb ferros forjats en forma d'espiral. A la part superior del frontis, situat a l'extrem de ponent de l'edifici, hi ha un campanar de cadireta de dues obertures rectangulars rehabilitat, el qual presenta un cos superposat a manera de torricó, amb dues obertures rectangulars més i una teulada de dues aigües de grans dimensions. Tot i que l'edifici estava completament sobrealçat per l'obra de fortificació defensiva bastida a finals del segle xiii - XIV, actualment només es conserva la part superior de l'absis, que li dona una aparença de torre semicircular. Està bastit damunt la cornisa de dents de serra original de la zona presbiteral i format per carreus de pedra disposats en filades regulars i diverses espitlleres, damunt les quals destaquen dos petits matacans rectangulars, orientats a sud i llevant. La part superior de la fortificació està rematada per un parament de pedra desbastada de diverses mides, lligada amb morter.
La construcció està bastida amb carreus de pedra ben escairats, disposats formant filades regulars. L'interior del temple presenta la volta de la nau arrebossada i pintada, mentre que la de l'absis és bastida en pedra desbastada de mida més petita. La resta de la conca absidal deixa el parament de carreus de pedra disposats en filades vist. Els murs laterals de la nau presenten un revestiment arrebossat i esgrafiat a imitació de carreus ben desbastats.

## Història
Les primeres fonts documentals que fan referència a Santa Àgata daten de l'any 1062, encara que la part del temple que es pot apreciar actualment correspon majoritàriament als segles XII-XIII. Durant el segle xiv l'absis fou fortificat amb la construcció de dos matacans i el sobrealçament de l'estructura original. D'aquesta obra es té referència a partir d'un document del 1301 pertanyent al bisbe de Girona, en el que prohibeix l'encastellament de les esglésies de Campmany i Sant Climent de Sescebes.
Posteriorment queden documentades les reformes dutes a terme l'any 1594, quan el bisbe autoritzà l'erecció de l'altar de la Santa Creu. L'any 1597 es donà permís per a construir la capella de la Mare de Déu del Roser, foradant el mur nord de l'església. L'any 1629 fou autoritzat l'altar de Sant Isidre i en 1647 es va donar la llicència per a beneir una campana recent instal·lada, període en què també es bastí la sagristia del mur de tramuntana del temple.
El segle xviii, vers l'any 1751, segons ordres del bisbe es construïren unes golfes sobre la teulada original que perviurien fins al final del segle xx.
L'última intervenció documentada és la realitzada l'any 1982 on, gràcies a la participació conjunta del Departament de Cultura de la Generalitat de Catalunya, la Diputació de Girona, l'Ajuntament de Capmany i el Bisbat de Girona; es varen fer un seguit de restauracions, sota la direcció de l'arquitecte Joan Maria de Ribot i Batlle juntament amb l'arquitecte tècnic Josep Simon i Motjé. Aquestes consistiren en l'enderrocament del cos recrescut fins a arribar al nivell de la cornisa romànica, desmuntant la coberta de teula àrab. També es va intervenir a l'espadanya, que va recuperar el seu aspecte original, dotant-la d'una coberta de fusta de dues aigües.
Per acabar s'ha d'esmentar que el temple sofrí en dues ocasions la pèrdua total de l'art moble que posseïa: una durant la Guerra Gran l'any 1794 i l'altra a començaments de la Guerra Civil l'any 1936.